# Фонтан Треви
Фонта́н Тре́ви (итал. Fontana di Trevi) — самый крупный фонтан Рима; вместе с фасадом примыкающего к нему здания, являющийся частью величественной архитектурно-скульптурной композиции в стиле позднего римского барокко с элементами неоклассицизма. Фонтан построен в 1732—1762 годах по проекту архитектора Николо Сальви. Скульптурную отделку фонтана, а именно статуи Нептуна и аллегорий воды создал известный итальянский скульптор барокко Джованни Лоренцо Бернини. Он примыкает к фасаду палаццо Поли. Название происходит от латинского «trivium» (пересечение трёх дорог). В иной версии — от слова «требиум», или «требий». Фонтан расположен в центральной части Рима, у западного склона Квиринальского холма. Это один из самых известных фонтанов в мире. Фонтан является одной из наиболее популярных туристических точек Италии, в том числе благодаря многим кинофильмам. Имеет высоту 26,3 м и ширину 49,15 м.

## История и легенда

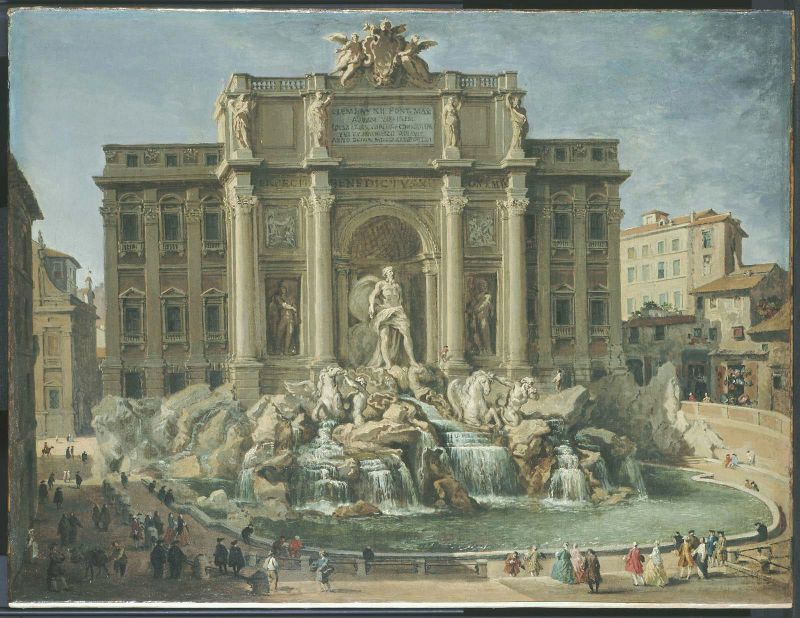
Дж. П. Паннини. Фонтан Треви в Риме. 1750-е гг. Холст, масло

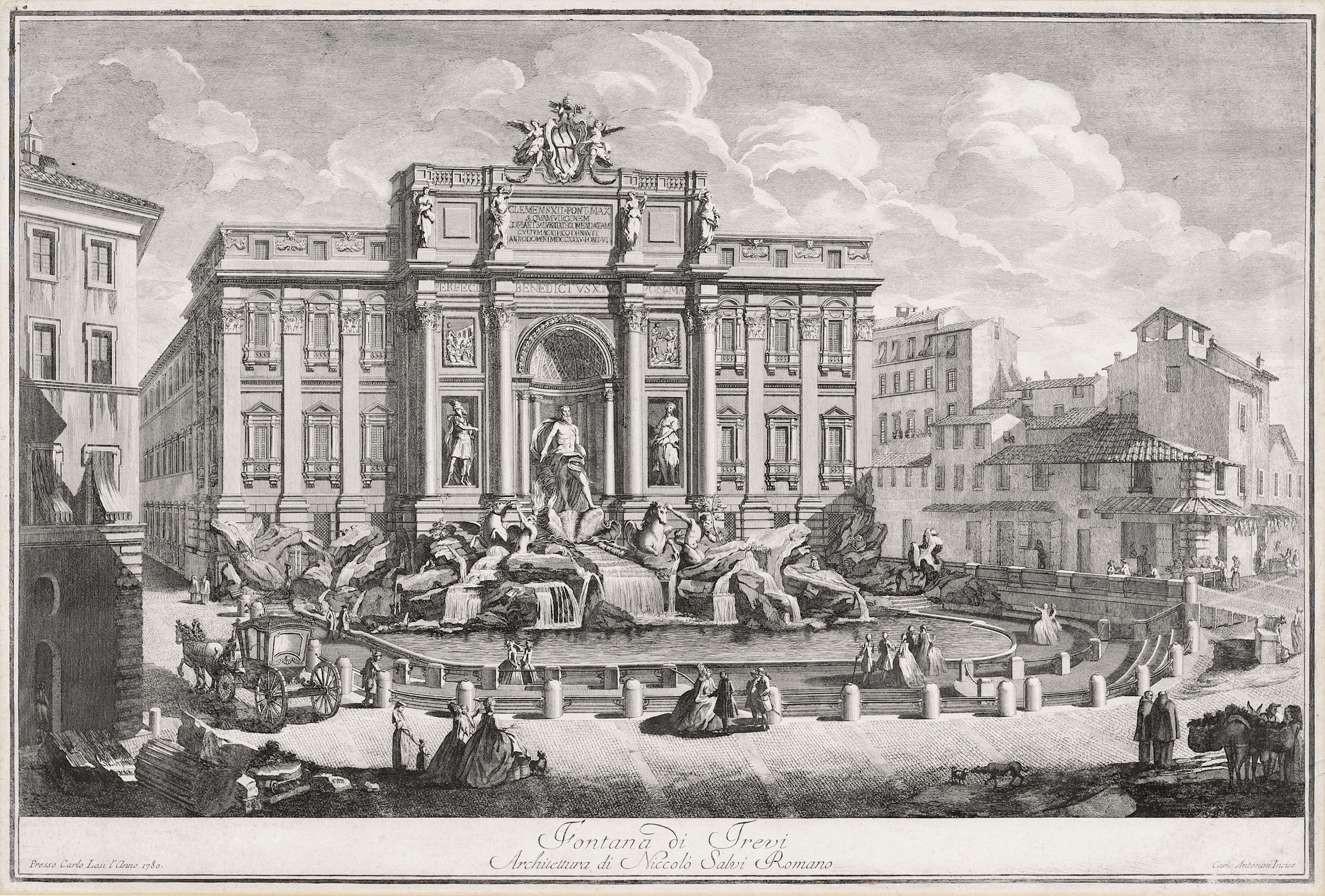
Фонтан Треви. Офорт К. Антонини. 1780

В 19 г. до н. э. Марк Випсаний Агриппа, зять императора Октавиана Августа, решил построить акведук, чтобы доставить питьевую воду в Рим со склонов Альбанских гор примерно в 13 км от города. По преданию, источник воды указала римским воинам некая дева (лат. virgo), поэтому акведук назвали «Аква-Вирго» (итал. Acqua Vergine — Вода девы). Эта сцена представлена на фасаде фонтана. Акведук подавал воду в Термы Агриппы. Однако в конечном итоге непрямой маршрут акведука составил около 21 км. Он служил Риму более четырёхсот лет, но затем, с падением Римской империи акведук пришёл в упадок и лишь при папе Адриане I в VIII веке было восстановлено водоснабжение.
Римские папы заботились о сохранении и восстановлении древнеримских акведуков для создания в столице источников питьевой воды. Папа Николай V (1447—1455) поручил архитектору Л. Б. Альберти составить проект фонтана «на пересечении трёх улиц» (итал. Trevi) и придать ему архитектурное оформление. Альберти заменил три чаши одним прямоугольным бассейном у стены из тёсаного камня с зубцами и приспособил три маскарона, из которых вытекала вода. 16 августа 1570 года восстановленный акведук был открыт. На стене была установлена мемориальная доска c латинской надписью: «NICOLAVS V. PONT. MAX. POST ILLVSTRATAM INSIGNIBVS MONUMEN. VRBEM DVCTVM AQVAE VIRGINIS VETVST. COLLAP. REST. 1453» (Николай V Великий Понтифик, украсив город знаменитыми памятниками, восстановил акведук Аква-Вирго из древнего заброшенного состояния в 1453 году). Однако идея архитектурного оформления была реализована только в середине XVIII века.
В 1629 году папа Урбан VIII, посчитав прежний фонтан недостаточно внушительным, поручил архитектору Джан Лоренцо Бернини «преобразовать» площадь и фонтан, чтобы создать новое представительное пространство вокруг семейного дворца — Палаццо Барберини, строительство которого близилось к завершению, вплоть до Палаццо дель Квиринале. Бернини расширил площадь (которая изначально была всего лишь перекрёстком дорог), снеся несколько небольших домов слева от ранее существовавшего фонтана, а затем «перевернул» её под прямым углом, дабы «выравнять её» по отношению к дворцу. Однако последующая война с Пармой и Пьяченцей, а затем и смерть Урбана VIII в 1644 году, остановили строительство. Архитектор Бернини из-за связи с семьёй Барберини получил отставку у нового папы Иннокентия X. Тем не менее, многие элементы проекта Бернини угадываются в современной композиции.
Прошло почти шестьдесят лет, прежде чем Климент XI вновь задался целью найти архитектурное решение фонтана Треви, но проекты Карло Фонтаны (обелиск на группе скал, по образцу фонтана Четырёх рек Бернини) и Бернардо Кастелли (колонна на скальном основании, со спиральным пандусом) успеха не имели. Та же участь постигла и проекты других архитекторов. Единственным созданным произведением была статуя Мадонны с Младенцем работы неаполитанца Паоло Беналья, возможно, предназначенная для пьедестала, который, согласно проекту Бернини, должен был находиться посреди двух бассейнов. Художник, судя по всему, своеобразно понял легенду об основании «акведука девы», заменив некую девушку, указавшую римским воинам источник воды, Мадонной, а источник — «Источником вечной жизни». Позднее следы статуи были утеряны.
Известны также макет, созданный на основе предложений Пьетро да Кортоны (хранится в музее Альбертина в Вене), и различные наброски начала XVIII века, большинство из которых не подписаны, а также проект, приписываемый Николо Микетти, другой приписывается Фердинандо Фуге, ещё один Луиджи Ванвителли, известен также французский проект Эдме Бушардона.
В эпоху барокко регулярно проводили конкурсы на лучший проект представительных сооружений, дворцов и административных зданий, фонтанов. Так, например, известна история с конкурсом на сооружение Испанской лестницы в Риме. В 1730 году папа Климент XII организовал соревнование, в котором архитектор Николо Сальви сначала проиграл Алессандро Галилею, но из-за протестов римских граждан в связи с победой флорентийца, заказ получил именно Н. Сальви.
Николо Сальви создал проект, использовав фасад палаццо герцога Поли (постройка XVI века), который он превратил в подобие древнеримской триумфальной арки. Строительство началось в 1732 году. Климент XII открыл фонтан в 1735 году, но работы ещё не были завершены. Однако в 1740 году строительство фонтана снова было прервано, чтобы возобновиться только через два года. Николо Сальви умер в 1751 году, законченной работы не увидел даже папа. Для завершения фонтана были наняты четыре скульптора: Пьетро Браччи (он создал статую Океана в центральной нише), Филиппо делла Валле, Джованни Гросси и Андреа Бергонди. Джузеппе Паннини (сын живописца и архитектора Джованни Паоло Панини), был нанят в качестве главного строителя.
Фонтан Треви был закончен к 1762 году во время понтификата папы Климента XIII. Вечером 22 мая 1762 года, в воскресенье (после тридцати лет строительства), работа была наконец представлена публике во всём своем величии (и папа открыл её в третий раз). Это событие отражено в надписи, расположенной на фризе центральной ниши. Ныне во дворце Поли хранится коллекция гравюр на меди с XVI века по настоящее время.

## Реставрация
Большая часть скульптур фонтана изготовлена из золотисто-серого травертина, добытого недалеко от Тиволи, примерно в 35 километрах к востоку от Рима. Со временем камень потемнел, покрылся известковым налётом и ржавчиной. Фонтан был отремонтирован в 1988 и в 1998 году; кладка очищена, а все трещины и другие повреждения зацементированы.
В январе 2013 года было объявлено, что итальянская компания модной одежды «Fendi» спонсирует 20-месячную реставрацию фонтана стоимостью 2,2 миллиона евро; это должна была быть самая тщательная реставрация в истории фонтана. Реставрационные работы начались в июне 2014 года и были завершены в ноябре 2015 года. Фонтан был вновь открыт официальной церемонией вечером 3 ноября 2015 года.
Летом 2019 года в фонтане были проведены работы по обновлению системы ночного освещения. Новое освещение было представлено 18 сентября 2019 года мэром Вирджинией Раджи. Оно включало установку более ста светодиодных светильников.

## Архитектура
Величественный фасад дворца и фонтан воспринимаются как единое целое в относительно небольшом, даже тесном пространстве, и от этого фонтан кажется ещё грандиознее. В центре композиции, в эдикуле помещена огромная, высотой шесть метров аллегорическая фигура Океана (или Нептуна), повелителя водной стихии (скульптор Пьетро Браччи). Океан представлен на колеснице в виде раковины, запряженной двумя морскими конями — гиппокампами, которых ведут под уздцы тритоны. Один конь (слева) изображён «взволнованным» (он символизирует бурное море), другой «спокойным» (спокойное море).
Слева от фигуры повелителя морей — аллегорическая фигура «Здоровье» (Девы, указавшей источник воды), справа — «Изобилие» (город Рим). По сторонам главной арки, над двумя нишами, находятся барельефы. Один изображает римлянина Агриппу, одобряющего строительство акведука Аква-Вирго (работа Джованни Баттиста Гросси). Второй представляет Деву, показывающую римским воинам место, где находится родник (произведение Андреа Бергонди). Кроме того, фонтан украшен многочисленными мраморными изображениями растений: на фасаде Палаццо Поли мы находим дикий инжир, укоренившийся на вершине балюстрады, куст коровяка, опунцию, четыре ветки из плюща, озёрный тростник, дубовые ветви, артишок, виноградную лозу с четырьмя гроздьями винограда, плавающую по воде колоказию, смоковницу и многое другое. Всю композицию завершают улитка, ползающая по колоказии, и ящерица, прячущаяся в небольшом открытом углублении на фасаде.
Четыре большие колонны коринфского ордера поддерживают антаблемент с аттиком, на котором в соответствии с каждой колонной расположены четыре аллегорические статуи: слева направо: «Изобилие фруктов» Агостино Корсини, «Плодородие полей» Бернардино Людовизи, «Богатство осени» Франческо Куероло и «Благоустройство садов» Бартоломео Пинчеллотти (1735). Всю композицию венчает герб семейства Корсини с тиарой папы Климента XII, поддерживаемым двумя крылатыми фигурами Славы (Паоло Беналья). На аттике под гербом находится большая памятная латинская надпись: «CLEMENS XII PONT MAX AQVAM VIRGINEM COPIA ET SALVBRITATE COMMENDATAM CVLTV MAGNIFICO ORNAVIT ANNO DOMINI MDCCXXXV PONTIF VI» (В год от Рождества Христова 1735, шестого своего понтификата, Климент XII Великий понтифик украсил чудесной работой Акведук Девы, прославившийся изобилием и здоровьем).
Вода поступает по акведуку, забранному в трубу. Струи воды низвергаются по чашам и уступам искусно созданных «скал» в большой водоём. В период создания этой уникальной композиции стиль барокко, господствовавший в Италии, на протяжении двух столетий, постепенно шёл на убыль и актуальность обретали идеи неоклассицизма. «Однако барочность мышления никогда не покидала художников Вечного города, и в фонтана Треви произошло своеобразное соединение обоих стилей. Симметрия композиции и сдержанность ордерного строя фасада палаццо отвечает требованиям классицистической эстетики, а необычная идея движения водных потоков из фасада здания и единения стихий (воды, воздуха и земли) характерна для стиля барокко».
Типично барочной является и организация окружающего пространства: напряжение форм, столкновения причудливых скальных образований со струящимися по ним потоками воды, форма бассейна и даже мостовая площади. Из неё будто «вырастают бетонные бугры, холмы, которые по мере приближения к центру композиции превращаются в причудливые скальные образования со струящимися по ним потоками. Эти же скалы вырастают из стены здания. Движением, разломами, разрывами пронизаны все поверхности. Из цемента вылеплены растительные побеги, прорастающие сквозь разломы скал, и даже в фасаде здания, в его восточном углу, имитируется раскол, трещина, из которой вырастает деревце».

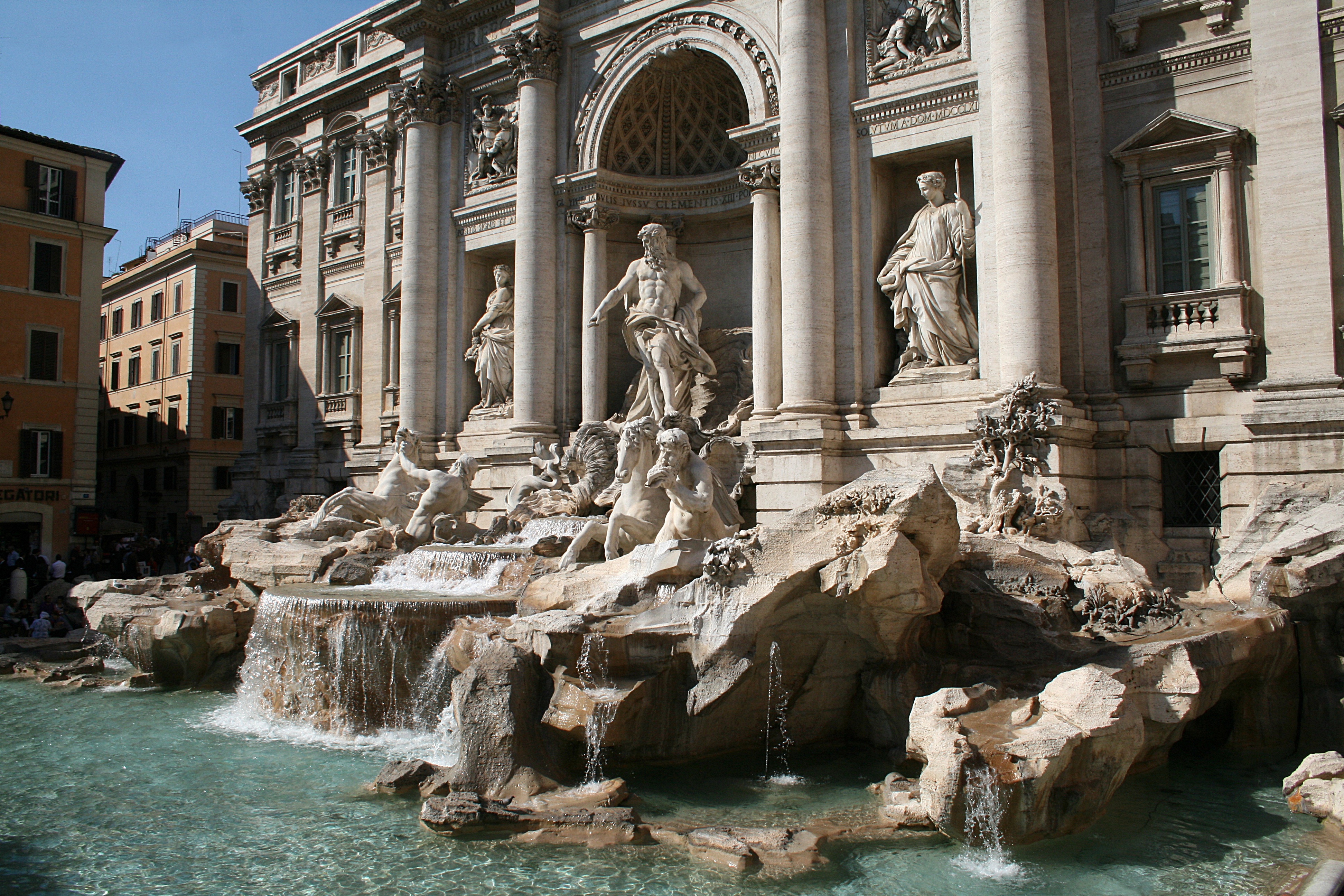
Общая композиция фонтана. 1732—1762
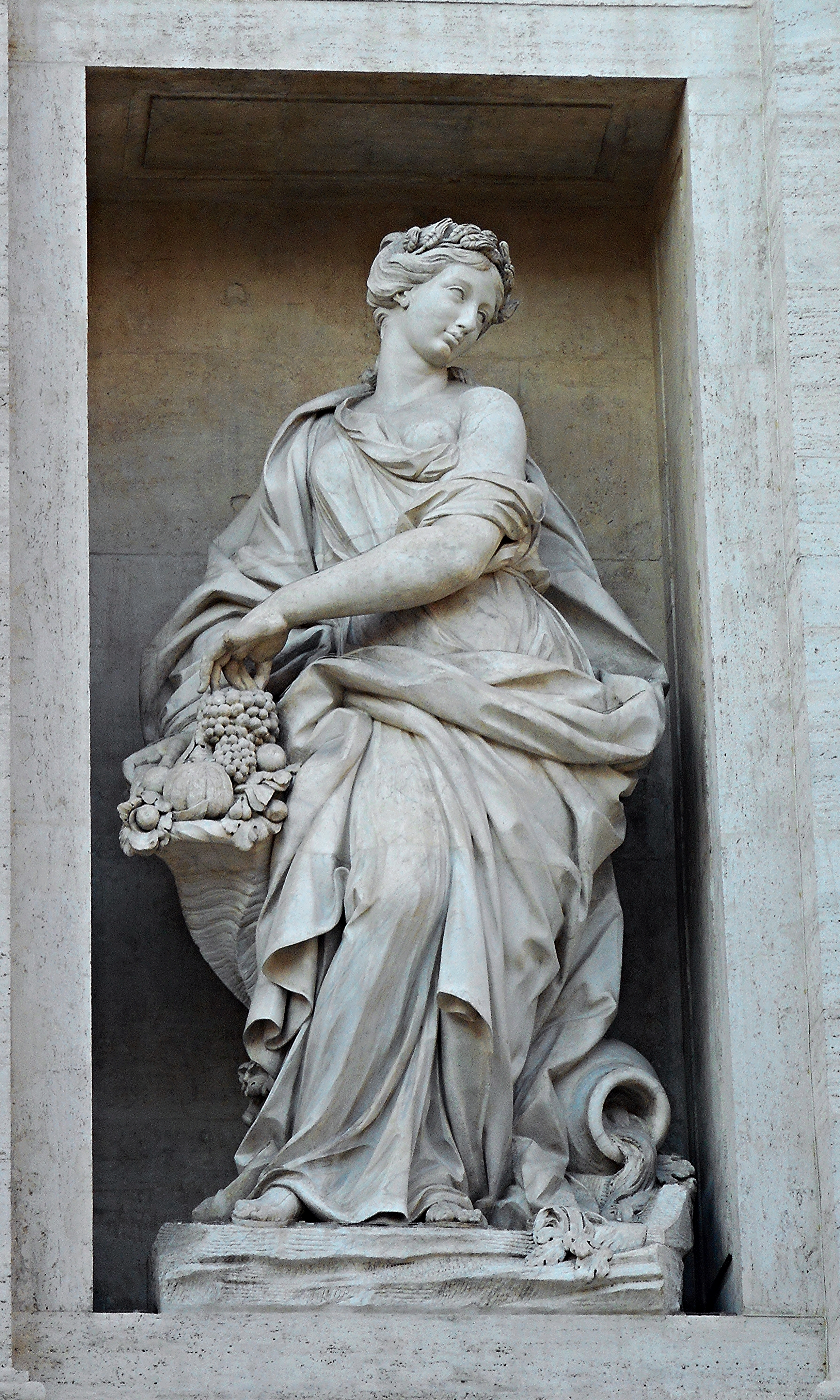
«Изобилие» (город Рим). Скульптор Филиппо делла Валле
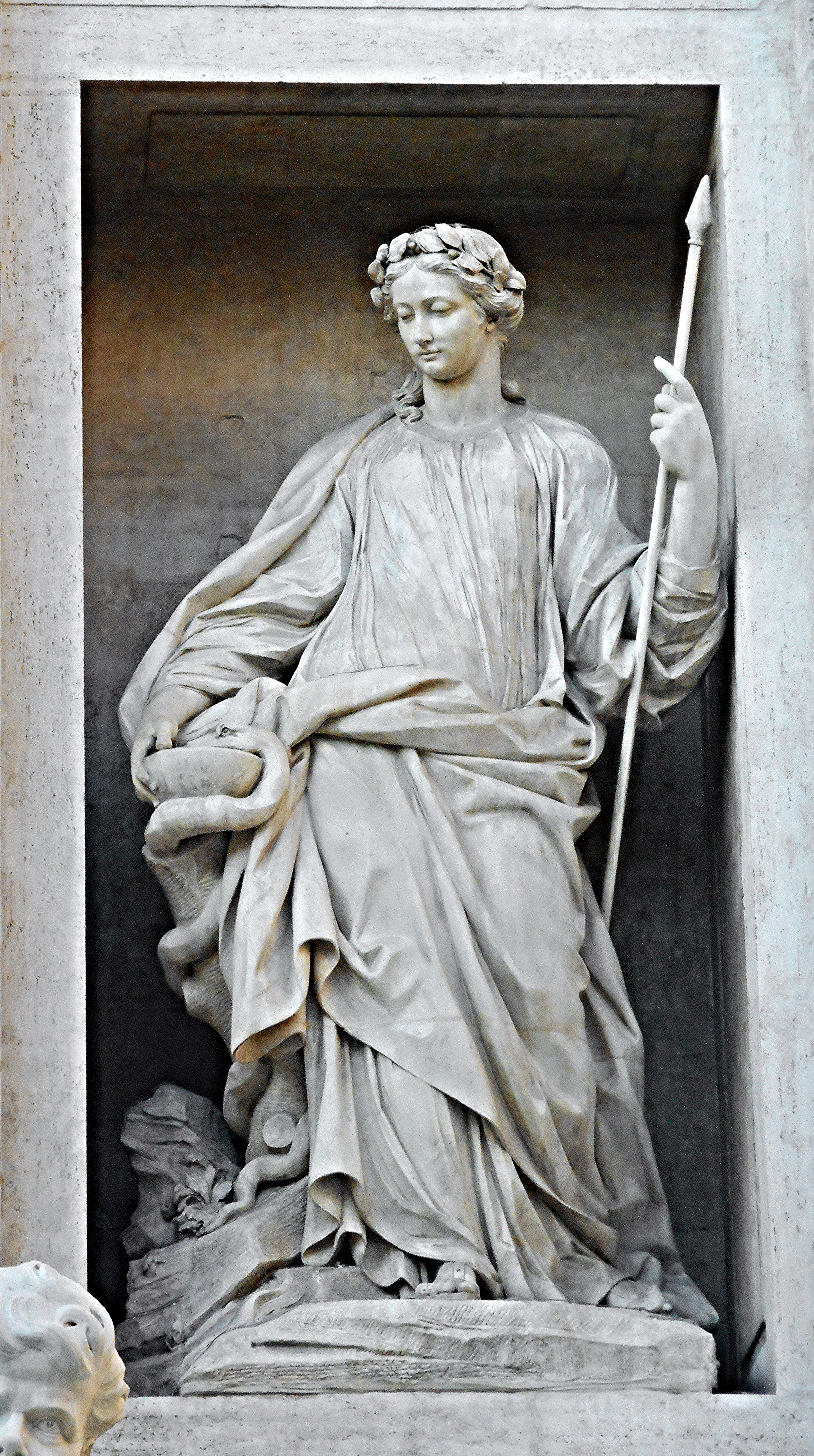
«Здоровье» (Дева, указавшая источник воды). Скульптор Филиппо делла Валле
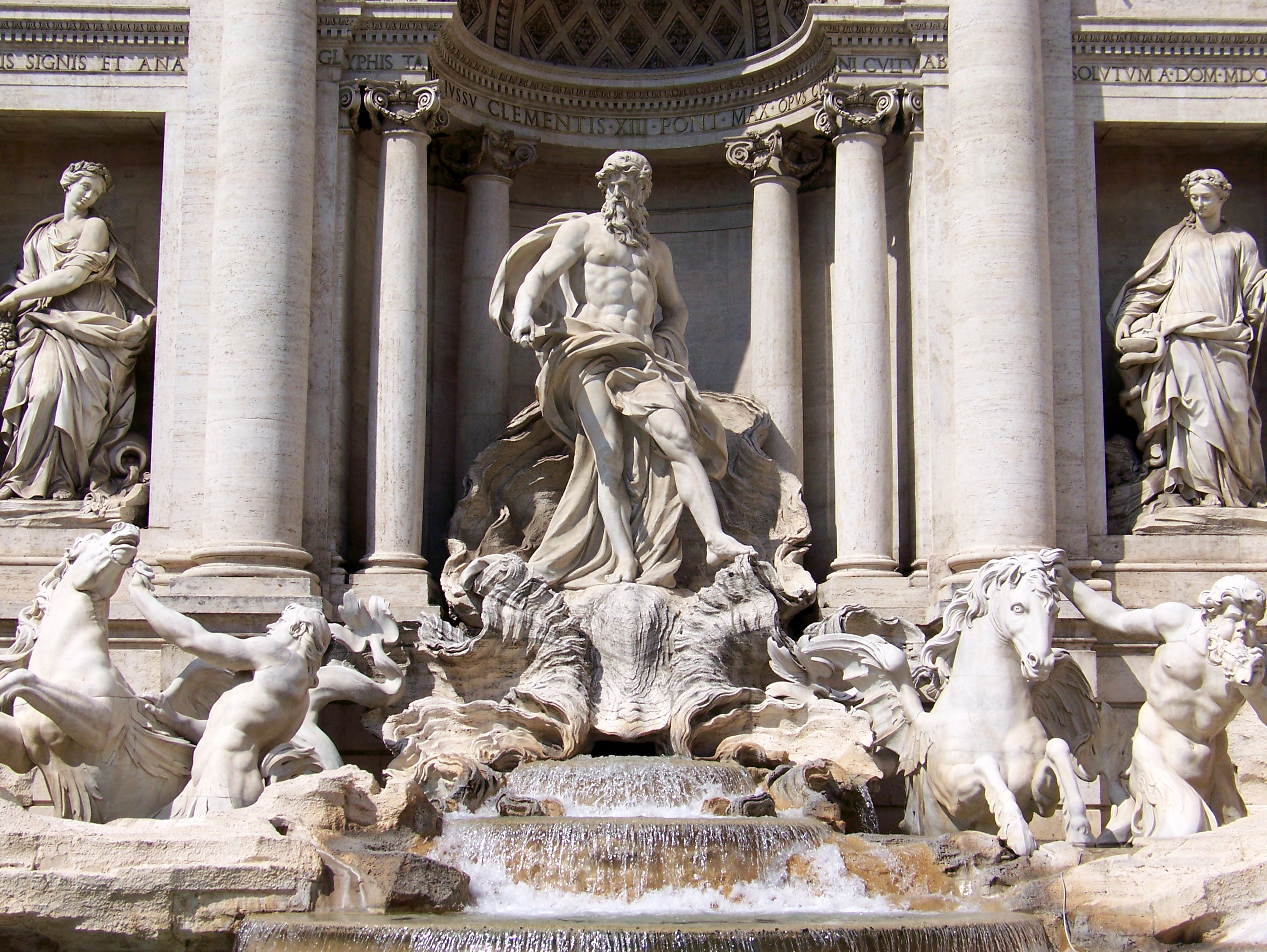
Статуя Океана (Нептуна). 1761-1763. Скульптор Пьетро Браччи
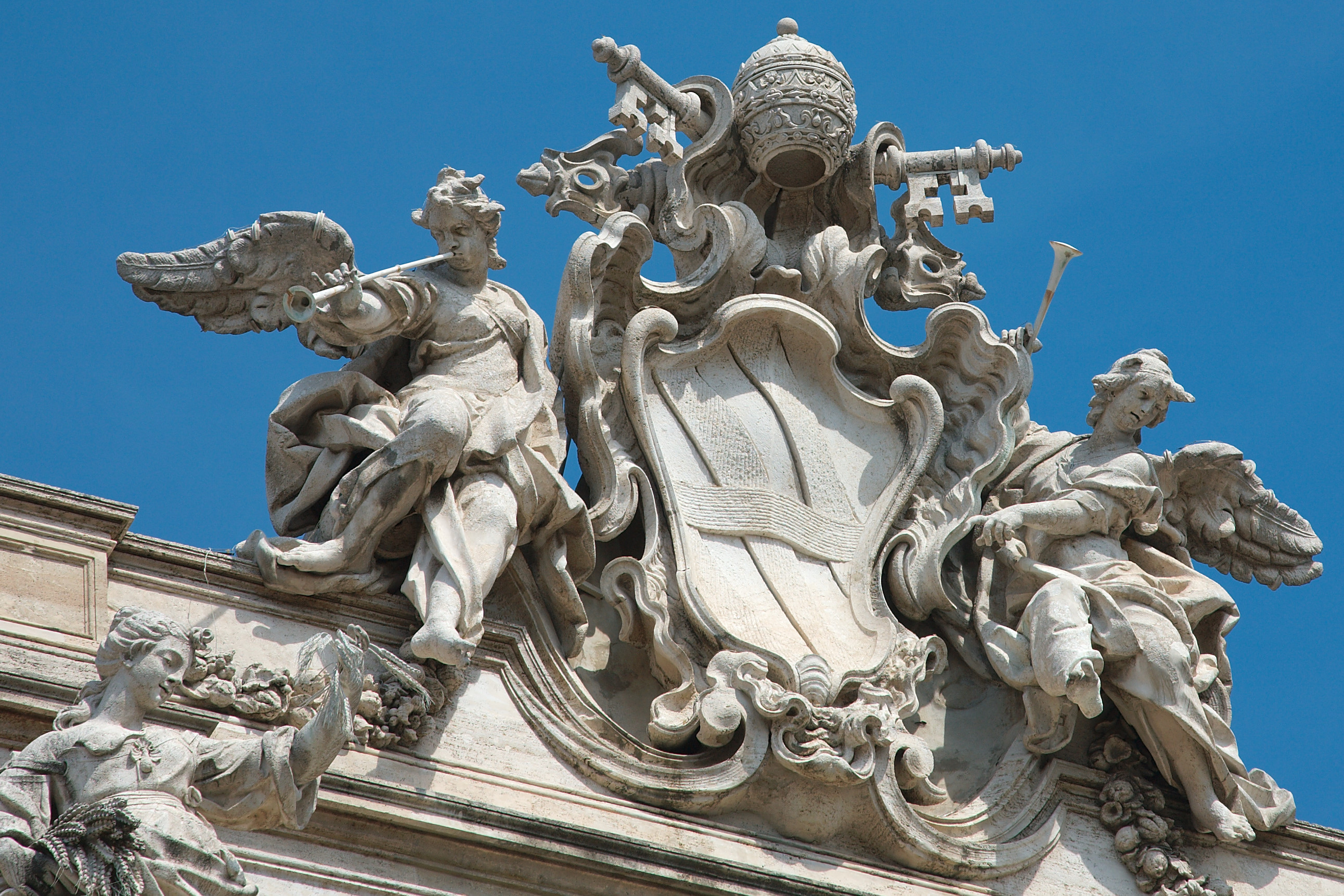
Герб папы Климента XII, венчающий здание палаццо
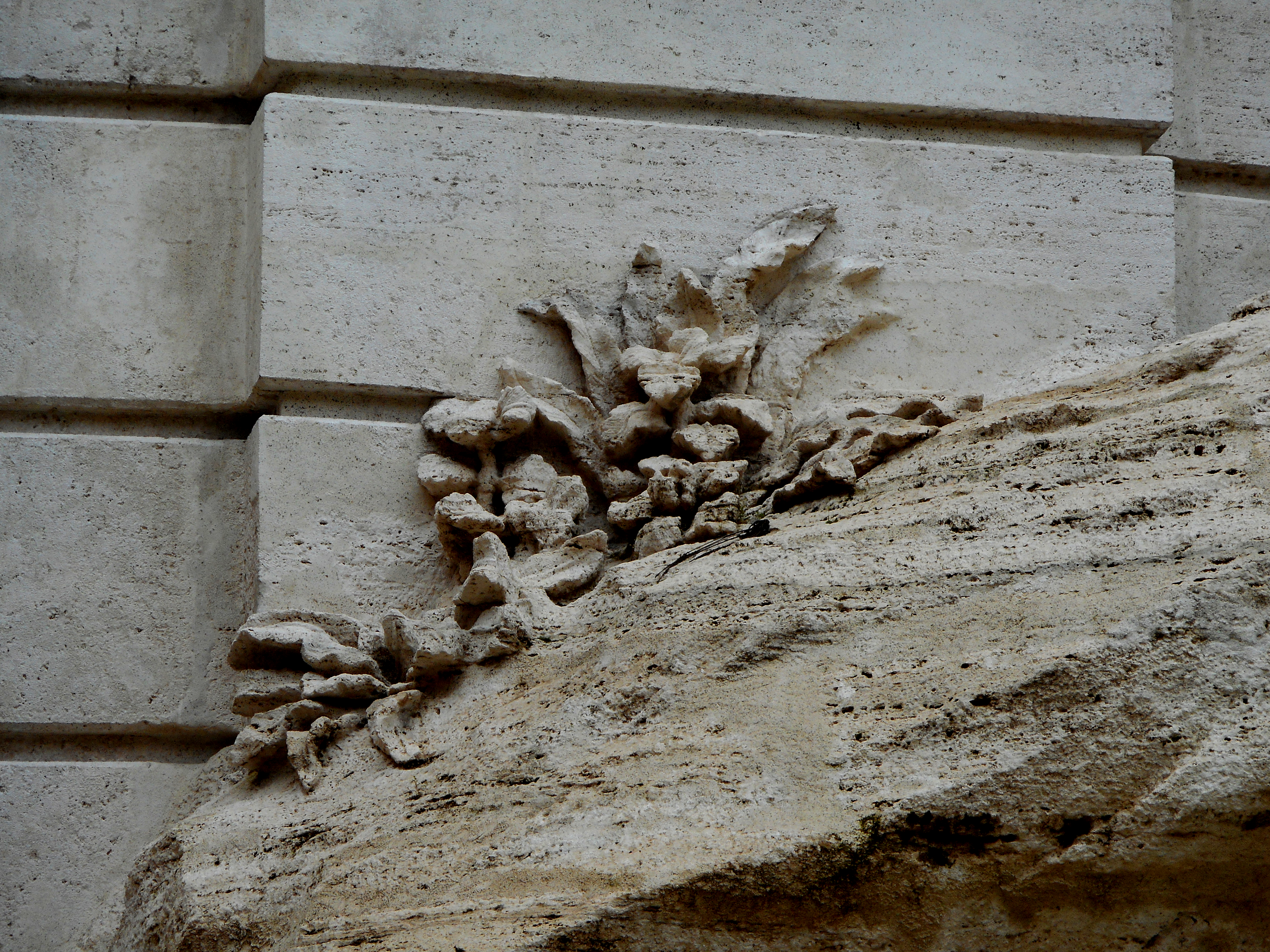
Деталь «скалы»
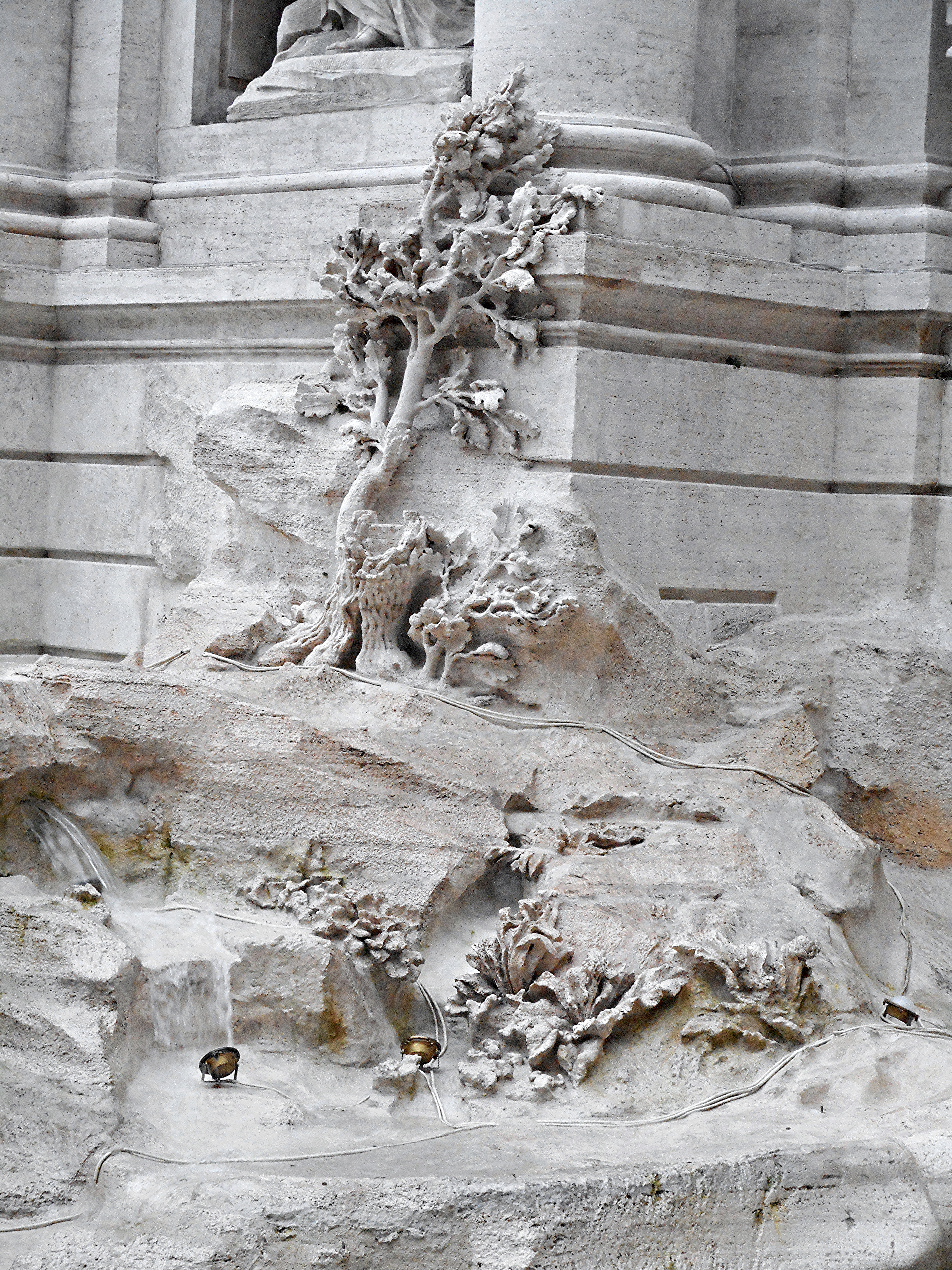
«Деревце»
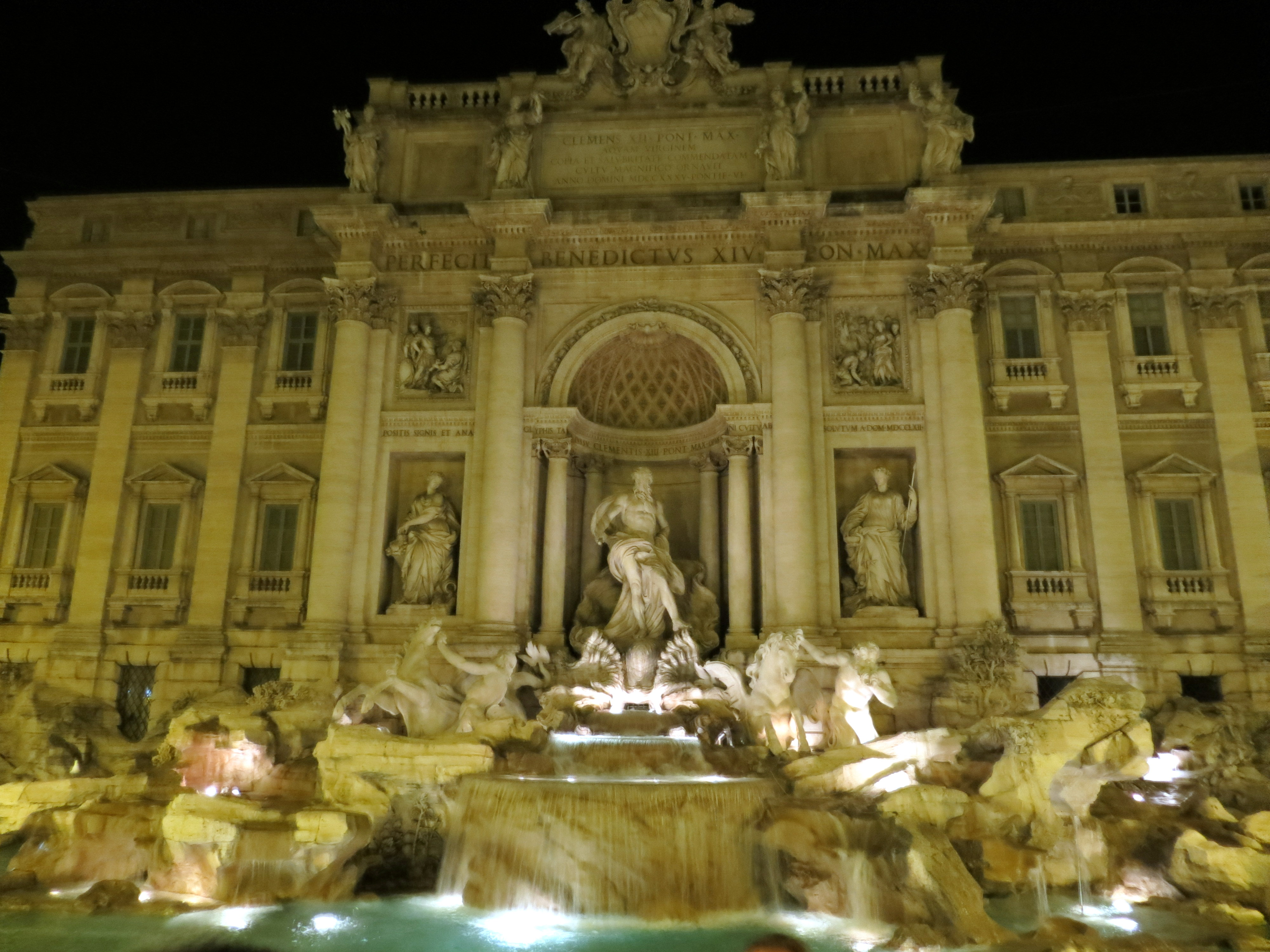
Фонтан Треви ночью

## Интересные факты
С осени 1834 по весну 1845 года второй этаж палаццо Поли, служащий архитектурным фоном фонтана, занимала княгиня Зинаида Александровна Волконская — писательница, поэтесса, композитор, хозяйка литературного салона, видная фигура русской культурной жизни первой половины XIX века. Скончалась она 24 января 1862 года и похоронена в рядом расположенной церкви Санти-Винченцо-э-Анастасио-а-Треви.
На парапете слева от фонтана установлена большая травертиновая ваза, названная «туз кубков» (asso di coppe) из-за формы, напоминающей символ игральных карт. Слухи того времени сообщают, что архитектор Сальви поместил этот неожиданный предмет, чтобы закрыть фонтан от взгляда парикмахера, который имел магазин по соседству и продолжал критиковать работу архитектора.
В правой части фонтана расположены «трубочки влюблённых». По поверью, молодые пары, выпившие из них воды, будут любить друг друга и жить в согласии до самой старости. Существует поверье, что человек, бросивший в бассейн фонтана монетку, приедет в Рим ещё раз. Монеты якобы предназначены для того, чтобы бросать их с закрытыми глазами правой рукой через левое плечо. Две монеты — любовная встреча. Три — свадьба. Четыре монеты — богатство. Пять монет — разлука. Этот обычай восходит к древним поверьям о необходимости приношения даров в «колодцы желаний» дабы умилостивить божеств-охранителей источников. Введение обычая подбрасывания монеты в фонтан Треви приписывают немецкому археологу Вольфгангу Гельбигу, который жил в Риме на рубеже XIX—XX веков.
В 2006 году муниципалитет Рима решил, что все найденные монеты (сумма, равная примерно трём тысячам восьмистам евро в день) должны быть предназначены на благотворительные цели; это, однако, не мешает некоторым любителям предпринимать попытки несанкционированной добычи монет. По последующим оценкам, каждый день в фонтан бросают около 3000 евро. В 2016 году в фонтан было брошено около 1,4 миллиона евро (1,5 миллиона долларов США). Деньги были использованы для помощи нуждающимся жителям Рима.
«Фонтаны Рима стали частью истории кино». Трогательный обычай бросания монет в фонтан стал темой фильма «Три монеты в фонтане» 1954 года и песни с таким названием, получившей премию «Оскар» (композитор Виктор Янг). Фонтан запечатлён во многих фильмах: «Римские каникулы» (1953), классика Федерико Феллини: «Сладкая жизнь» (1960), «Смех радости» (1960), «Фонтан Треви» (1964), «Мы так любили друг друга» (1974), «Безумно влюблённый» (1981), Сабрина едет в Рим (1998), «Лиззи Макгуайр» (2003), а также в мультсериале «Футурама».
Итальянский композитор Отторино Респиги писал симфонические поэмы, среди которых выделяется «Римская трилогия» и входящая в неё поэма под названием «Le Fontane di Roma» (1916), посвящённая фонтану Треви под названием «Фонтан Треви в полдень». В видеоклипе «Pfüati Gott Elisabeth», снятом в Риме Спайдером Мёрфи, фронтмен Гюнтер Сигл купается в фонтане одетым.
В 1973 году итальянское почтовое отделение посвятило фонтану Треви марку номиналом 25 лир. Марка номиналом 0,46 евро была выпущена в 2002 году Почтой Франции.